# Pucov (okres Třebíč)
Pucov (německy Putzow, Butzau) je obec v okrese Třebíč v Kraji Vysočina, asi 4 km severně od Náměště nad Oslavou. Žije zde 160 obyvatel.
Sousedními obcemi sídla jsou Velká Bíteš, Náměšť nad Oslavou, Jinošov, Jasenice a Naloučany.

## Název
Původní podoba jména vesnice byla Pučov a byla odvozena od osobního jména Puč (založeného na slovese pučěti – "zvětšovat objem, nadouvat se"). Význam místního jména byl "Pučův majetek". Jméno bylo přejato do němčiny jako Putzau/Putzow a německá podoba zpět do češtiny při zachování německé výslovnosti základu. Obnovení podoby Pučov v 19. století se neujalo.

## Geografie
Ze severozápadu na jihovýchod prochází přes území obce silnice II/392 z Jasenice do Jinošova, ze severovýchodu vede do zastavěného území obce silnice z Jindřichova a Velké Bíteše. Jihozápadně pak ze zastavěného území obce vede užitková silnice do Naloučan. Ze silnice II/392 jihozápadně pak vychází užitková silnice k FVE a dále k dolu Pucov, severovýchodně pak vychází užitková silnice ke kostelu sv. Klimenta u Jasenice a podél jižní hranice území obce vede užitková silnice k chatové oblasti u rybníka Bělizna a dále do Jindřichova. Podél jižní hranice území vede také cyklostezka 5181, z ní pak vychází cyklostezka 5184, severně od území obce vede cyklostezka 5183. Přes východní okraj území obce prochází červená turistická stezka, podél jižního okraje území obce prochází Naučná stezka Jinošovské studánky. 
Většina území obce je využívána zemědělsky, zalesněné je jen údolí Pucovského potoka a jeho blízké okolí, zalesněná je i oblast na severním okraji území obce a oblast těsně za severní hranicí území obce na svahu údolí Jasinky. Těsně za západní hranicí území obce se nachází výrazná zalesněná oblast. Severovýchodně od zastavěného území obce se nachází velká FVE, další menší se nachází západně od zastavěného území obce, dále na západ se nachází důl Pucov.
Těsně za východní hranicí území obce pramení Pucovský potok, ten protéká hned u pramene kolem rybníka Olšoveček přes stejnojmennou přírodní památku, dále vtéká do území obce a protéká přes rybník Tály, pak přes nepojmenovaný rybník severně od zastavěného území obce a malé rybníky na okraji zastavěného území obce, pak pokračuje dál zalesněným údolím a pak asi po 2 km ústí do Oslavy. Asi 300 metrů jižně od hranic území obce pramení nepojmenovaný přítok Pucovského potoka, ten pak teče dál západně a tvoří část jižní hranice území obce a několik desítek metrů jižně od hranice obce se vlévá do Pucovského potoka. Ve východní výspě území pramení v chatové oblasti nepojmenovaný potok, ten následně protéká přes rybník Bělizna a pár dalších menších rybníčků, pak protéká přes rybník Žleb a následně se u zastavěného území obce vlévá do Pucovského potoka. Část severní hranice území obce je tvořena hlubokým údolím Jasinky. 
Území je relativně rovinaté, nicméně jižně od zastavěného území obce se nachází výrazné údolí Pucovského potoka, na jižním okraji území obce v údolí Pucovského potoka dosahuje nadmořská výška nejnižšího bodu kolem 425 metrů nad mořem, nejvyšší část území se nachází na severním okraji území obce a to je kolem 500 metrů nad mořem. Jižně od zastavěného území obce se nachází nepojmenovaný a nevýrazný vrchol s kótou 460 m. U východního okraje území se nachází vrchol Kobelčiny (457 m). 
Zastavěné území obce se nachází téměř uprostřed území obce, na východním okraji území obce se u rybníka Bělizna nachází chatová oblast. Na západním okraji území se nachází důl Pucov.
Podél jižního okraje území obce se nachází Naučná stezka Jinošovské studánky, těsně za severním okrajem území se nachází Přírodní památka Olšoveček.

## Historie
První zmínka o obci pochází z roku 1255, v ten rok majitel Pucova Vít byl zmíněn jako jeden ze signatářů listiny žďárského kláštera. Jeho potomky byly vladykové z Kralic nad Oslavou a byli majiteli majetků ve vsi až do konce 15. století. V roce 1374 však jeden ze dvorů v Pucově koupil Černín z Petrovic a stal se tak majitelem části vesnice, v roce 1376 pak zakoupil další statek ve vsi. Černínův bratr Ješek z Otradic koupil ve vsi také jeden lán a v roce 1380 pak Černín koupil 3 lány od Víta z Kralic a v roce 1399 koupil chalupu od Mikše z Kralic. Po jeho smrti pak jeho dcery Eliška a Barbora se staly majitelkami vesnice a posléze vedly o majetek ve vsi spory s Artlebem z Říčan. V roce 1437 pak bylo rozhodnuto, že Artleb a Ondřej z Říčan mají právo na 2 lány a jeden podsedek, tyto majetky od nich odkoupila Barbora z Pucova a její manžel Oldřich.
V roce 1464 se pak Barbora spolčila se synem Hynkem ze Lhoty, který pak odkoupil od vladyků z Kralic poslední jejich majetky ve vsi. Hynek, který neměl dědice odkázal svoje majetky Matějovi z Náchoda, který tak získal Pucov a v roce 1492 se spojil se svými syny Jindřichem, Oldřichem a Brikcim. Syn Brikciho Jan Březnický z Náchoda získal v roce 1535 Jinošov a až v roce 1615 byly obě vesnice společně prodány Žerotínům a staly se součástí náměšťského panství.
Následně v roce 1629 zakoupili náměšťské panství Verdenberkové a roku 1752 pak získali panství Haugvicové a ti pak vlastnili panství až do roku 1848.
V roce 1924 byl založen spolek Domovina.
Do roku 1849 patřil Pucov do náměšťského panství, od roku 1850 patřil do okresu Moravské Budějovice, pak od roku 1868 do okresu Třebíč a posléze do okresu Velká Bíteš a od roku 1960 do okresu Třebíč. Mezi lety 1850 a 1867 patřil Pucov pod Jasenici a mezi lety 1976 a 1990 byla obec začleněna pod Jinošov, následně se obec osamostatnila
| Rok            | 1869 | 1880 | 1890 | 1900 | 1910 | 1921 | 1930 | 1950 | 1961 | 1970 | 1980 | 1991 | 2001 | 2011 |
| Počet obyvatel | 302  | 317  | 321  | 304  | 293  | 289  | 297  | 242  | 226  | 214  | 164  | 160  | 133  | 127  |

V Pucově bylo při sčítání lidu 2011 zjištěno 127 obyvatel. Největší podíl měl moravský národ, a to 60 lidí (47,24 %). Druhý byl český národ, který měl 44 osob (34,65 %) a následoval jej slovenský národ, který deklarovala 1 osoba (0,79 %). 15 lidí (11,81 %) národnost neuvedlo.

## Politika

### Volby do Poslanecké sněmovny
|       | 2006               | 2010               | 2013               | 2017               | 2021               |
| ----- | ------------------ | ------------------ | ------------------ | ------------------ | ------------------ |
| 1.    | ČSSD (35,06 %)     | ČSSD (32,83 %)     | ANO 2011 (25,71 %) | ANO (43,05 %)      | ANO (49,39 %)      |
| 2.    | ODS (25,97 %)      | VV (25,37 %)       | KDU-ČSL (15,71 %)  | SPD (19,44 %)      | SPD (10,84 %)      |
| 3.    | KDU-ČSL (15,58 %)  | ODS (13,43 %)      | Úsvit (15,71 %)    | ČSSD (8,33 %)      | PŘÍSAHA (9,63 %)   |
| účast | 70,00 % (77 z 110) | 66,34 % (67 z 101) | 60,87 % (70 z 115) | 54,14 % (72 z 133) | 69,75 % (83 z 119) |

### Volby do krajského zastupitelstva
|      | 1.                 | 2.                       | 3.                         | účast              |
| ---- | ------------------ | ------------------------ | -------------------------- | ------------------ |
| 2000 | 4KOALICE (33,33 %) | KSČM (20 %)              | ODS (15,55 %)              | 44,14 % (49 z 111) |
| 2004 | ODS (31,11 %)      | KDU-ČSL (24,44 %)        | KSČM (24,44 %)             | 40,17 % (45 z 112) |
| 2008 | ČSSD (38,77 %)     | ODS (20,4 %)             | KSČM (16,32 %)             | 47,12 % (49 z 104) |
| 2012 | ČSSD (31,91 %)     | KDU-ČSL (19,14 %)        | KSČM (14,89 %)             | 45,45 % (50 z 110) |
| 2016 | ČSSD (29,54 %)     | ANO 2011 (22,72 %)       | KSČM (11,36 %)             | 36,29 % (45 z 124) |
| 2020 | ANO (54,54 %)      | KDU-ČSL (9,09 %)         | Piráti (9,09 %)            | 34,92 % (44 z 126) |
| 2024 | ANO (58,49 %)      | ODS+TOP 09+STO (15,09 %) | SPD+Trikolora+PRO (9,43 %) | 44,53 % (57 z 128) |

### Prezidentské volby
V prvním kole prezidentských voleb v roce 2013 první místo obsadil Miloš Zeman (26 hlasů), druhé místo obsadil Jan Fischer (19 hlasů) a třetí místo obsadil Jiří Dienstbier (13 hlasů). Volební účast byla 71,68 %, tj. 81 ze 113 oprávněných voličů. V druhém kole prezidentských voleb v roce 2013 první místo obsadil Miloš Zeman (57 hlasů) a druhé místo obsadil Karel Schwarzenberg (27 hlasů). Volební účast byla 73,68 %, tj. 84 ze 114 oprávněných voličů.
V prvním kole prezidentských voleb v roce 2018 první místo obsadil Miloš Zeman (50 hlasů), druhé místo obsadil Jiří Drahoš (15 hlasů) a třetí místo obsadil Marek Hilšer (7 hlasů). Volební účast byla 62,69 %, tj. 84 ze 134 oprávněných voličů. V druhém kole prezidentských voleb v roce 2018 první místo obsadil Miloš Zeman (70 hlasů) a druhé místo obsadil Jiří Drahoš (19 hlasů). Volební účast byla 66,92 %, tj. 89 ze 133 oprávněných voličů.
V prvním kole prezidentských voleb v roce 2023 první místo obsadil Andrej Babiš (55 hlasů), druhé místo obsadil Petr Pavel (16 hlasů) a třetí místo obsadila Danuše Nerudová (5 hlasů). Volební účast byla 68,00 %, tj. 85 ze 125 oprávněných voličů. V druhém kole prezidentských voleb v roce 2023 první místo obsadil Andrej Babiš (62 hlasů) a druhé místo obsadil Petr Pavel (25 hlasů). Volební účast byla 69,60 %, tj. 87 ze 125 oprávněných voličů.

## Pamětihodnosti
- Boží muka (jižně od obce u silnice na Jinošov, památkově chráněno)[27]